# Vasilij Belov
Vasilij Ivanovitj Belov (ryska: Василий Белов), född 23 oktober 1932 i Timonicha, Vologda oblast, död 4 december 2012 i Vologda, var en rysk författare och dramatiker.
Belov blev medlem av kommunistpartiet 1956. Han studerade vid Gorkijinstitutet för litteratur 1959-1964. År 1990 valdes han in i partiets kulturkommitté och verkade efter Sovjetunionens upplösning som opinionsbildare på den konservativa sidan.